# Cerro Churuquella
El cerro Churuquella es un cerro en el centro de Bolivia, ubicado 4 km al sur de Sucre, la capital del país. Administrativamente se encuentra en el municipio de Sucre de la provincia de Oropeza en el departamento de Chuquisaca. El cerro Churuquella se encuentra a 3.116 metros sobre el nivel del mar, y a 134 metros sobre el terreno circundante. Sus estribaciones tienen unos 1.6 kilómetros de ancho. Al este del cerro se ubica otro cerro importante de la ciudad de Sucre, llamado Cerro Sica Sica.
El terreno alrededor del Cerro Churuquella es generalmente bastante accidentado. El lugar más alto de la zona es el Cerro Chaqui Mayu, 3.651 m s. n. m., 13,2 km al oeste del Cerro Churuquella.
El Cerro Churuquella está casi rodeado de matorrales.
En el cerro Churuquella se encuentra la capilla del Sagrado Corazón de Jesús, inaugurada para el centenario de Bolivia en 1925, y que en Semana Santa es visitada por católicos y devotos.
En 2021, en una zona aledaña al cerro Churuquella se halló un sitio arqueológico con restos humanos y estructuras probablemente antiguas, que se cree está relacionado con la cultura Yampara.

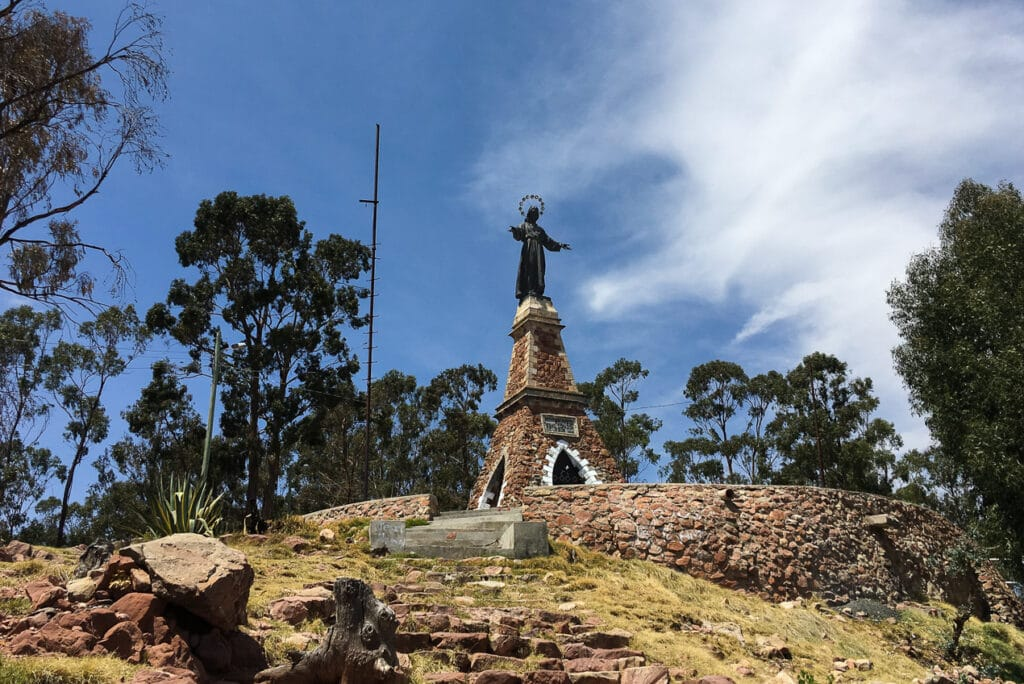
Capilla del Sagrado Corazón de Jesús - Cerro Churuquella.

La capilla donde se alberga el monumento (Estatua de bronce) del Sagrado Corazón de Jesús, contiene un gran valor histórico, con una arquitectura criolla Mestiza que abstrae códigos Arquitectónicos Neoclásicos, Neogóticos de la interpretación local de los estilos; con recuperación de técnicas constructivas coloniales fruto del sincretismo cultural vernácular. 